# Solieria inanis
Solieria inanis là một loài ruồi trong họ Tachinidae.